# معاهدة عدم الاعتداء السوفييتية الليتوانية
معاهدة عدم الاعتداء السوفييتية الليتوانية (بالليتوانية: Lietuvos–SSRS nepuolimo sutartis) كانت معاهدة عدم اعتداء تم توقيعها بين الاتحاد السوفييتي وليتوانيا في 28 سبتمبر 1926. وقد أكدت الاتفاقية جميع الأحكام الأساسية لمعاهدة السلام السوفييتية الليتوانية لعام 1920. واصل الاتحاد السوفييتي الاعتراف بفيلنيوس ومنطقة فيلنيوس كدولة ليتوانية، على الرغم من حقيقة أن الأراضي كانت تحت السيطرة البولندية منذ تمرد جيليغوفسكي في عام 1920. كما اعترفت بمصالح ليتوانيا في منطقة كلايبيدا. في المقابل، وافقت ليتوانيا على عدم الانضمام إلى أي تحالفات موجهة ضد الاتحاد السوفييتي، وهو ما يعني العزلة الدولية في الوقت الذي لم يكن فيه الاتحاد السوفييتي عضوًا في عصبة الأمم.  تم تبادل التصديقات في كاوناس في 9 نوفمبر 1926، وأصبح الاتفاق ساري المفعول في نفس اليوم. تم تسجيل الاتفاقية في سلسلة معاهدات عصبة الأمم في 4 مارس 1927. 
تم البدء في إبرام الاتفاقية من قبل الليتوانيين الذين سعوا إلى اتجاه جديد في السياسة الخارجية بعد معاهدات لوكارنو.  بدأت المفاوضات في 25 ديسمبر 1925 عندما توقف مفوض الشعب للشؤون الخارجية جورجي تشيشيرين في كاوناس في طريقه إلى موسكو.  كانت المفاوضات صعبة حيث رفضت لاتفيا وإستونيا الاتفاقية لأنها منعت إنشاء الوفاق البلطيقي، وزعمت بولندا أن الاتفاقية تنتهك سلام ريغا، وكانت ألمانيا حذرة بشأن تعزيز المطالبات الليتوانية بمنطقة كلايبيدا. 
كانت الاتفاقية مثيرة للجدل في ليتوانيا، وتسبب التصديق عليها من قبل مجلس النواب الثالث في 5 نوفمبر 1926 في احتجاجات طلابية ضد "البلشفية" في ليتوانيا. وبما أن إحدى الاحتجاجات تم تفريقها بالقوة، فقد تم الاستشهاد بها كأحد أسباب الانقلاب العسكري في ديسمبر 1926.  ومع ذلك، رأى الدبلوماسيون أن إبقاء النزاع حول منطقة فيلنيوس ذا أهمية في السياسة الأوروبية يستحق التكلفة. وكان من المقرر أن تنتهي الاتفاقية الأصلية بعد خمس سنوات، ولكن في 6 مايو 1931، تم تمديدها لمدة خمس سنوات أخرى.  وفي 4 أبريل 1934، تم تمديده إلى 31 ديسمبر 1944.    وفي 5 يوليو/تموز 1933، تم توقيع اتفاقية منفصلة لتعريف "العدوان". خُرق الاتفاق في 15 يونيو 1940 بالاحتلال السوفييتي لليتوانيا. 